# ロジカル真王
『ロジカル真王』（ロジカルしんきんぐ）は、小学館から発売されたボードゲーム、およびそれを原作とした漫画。ボードゲームはフリューからコンピュータゲーム版もリリースされている。また、漫画はゲームのキャラクターデザインを担当した森多ヒロにより『別冊コロコロコミック』（同社）にて、2021年12月号から連載されている。

## あらすじ
天才小学生轟木一（とどろき かず）は、最後の勝者が大国を手に入れ王となることができる頭脳戦「ロジカル真王」に挑むこととなる。高度な読み合いの心理戦を制する者は誰になるのか。

## 登場人物
轟木一（とどろき かず）
主人公。小学5年生であるが、東大の入試問題を解くほどの頭脳を持つ。妹である零（れい）の病気を治すため、王を決める戦い「ロジカル真王」への出場を決める。
四方田四希（しもだ しき）
第1話で轟木とボードゲーム「ロジカル真王」で対戦した。轟木たちと一緒にトート王国で行われている「ロジカル真王」に出場する。
シグマ
アンカ王国第六王子。轟木たちと一緒に「ロジカル真王」に出場し、ともに戦う。

## 用語
ロジカル真王
カードの効果などを使って相手の隠した2つの数字を当てるボードゲーム。作品世界では広く遊ばれている。ルールなどについては下記の#ボードゲーム「ロジカル真王」節を参照。
また、下記のトート王国で行われる「王を決める戦い」の名前でもあり、ボードゲーム「ロジカル真王」の変形ルールなどにより頭脳戦が繰り広げられる。
トート王国
大国であり、古来より「王によって必要な『民の心を見抜く力』に一番優れた者を選ぶゲーム」としてボードゲーム「ロジカル真王」が行われている。

## 書誌情報
- 森多ヒロ『ロジカル真王』小学館〈コロコロコミックス〉、既刊3巻（2024年6月27日現在）
  1. 2022年7月28日発売[1][4]、ISBN 978-4-09-143530-9
  2. 2023年5月26日発売[5]、ISBN 978-4-09-143609-2
  3. 2024年6月27日発売[6]、ISBN 978-4-09-149736-9

## ボードゲーム「ロジカル真王」
2021年11月18日に小学館から実際のボードゲームとして発売され、森多ヒロがコンセプトデザイン、コロコロ編集部員の杉本和希（コロコロカーくん）がゲームデザインを務めた。相手の選んだ数字カードを、カードの効果を使い推理しながら当てるゲーム。ボードゲームは書籍扱いで、書店で販売。ISBN 978-4-09-942025-3。
2023年4月13日、各カードのルールが第1弾と異なる「LEVEL2」が発売。組み合わせて遊ぶこともできる。こちらも書籍扱い。ISBN 978-4-09-942030-7。
2024年2月28日、『ドラえもん』をテーマに据えた「ドラえもん のび太のロジカル真王」が発売予定。こちらも書籍扱い。ISBN 978-4-09-942801-3。カードはひみつ道具になっており、原作同様に森多がカードデザインを担当する。なお、「ドラえもん初の本格カードゲーム」という触れ込みで宣伝されているが、実際には「ドラえもん のび太の恐竜2006 ドラベンチャーカードゲーム」が過去に存在した。

### ゲームの遊び方
公式サイトによる。

#### 準備
1. カードを0から9まで10枚ずつ配る。
2. カードスタンドを左右に配置して、10枚のカードのうち2枚を選びそれぞれスタンドに立て隠す。
3. 残りの8枚のカードを手札として持つ。
4. プレイヤー間のスペースは「場」とする。
5. じゃんけんをして勝った方を先攻とする。

#### 遊び方
1. 先攻はまず手札を一枚出し、効果を発動させる。使用したカードは表面を上にして自分の場に並べる。
2. 相手の左右どちらかのカードの数字を予想し、1回だけ宣言する。これを「攻撃」とする。
3. 当たっていた場合は相手は「ロジカル」と宣言し、そのカードを相手に見せてから手札に加える。
4. 当たっていなかった場合は相手は「ノーロジカル」とだけ言う。
5. 後攻も同様にターンを進める。
6. これを繰り返し、先に2つとも数字を当てたほうが勝者（手札がない状態でターンが移っても負けとなる。）。

### カードの効果
カードの効果が発動しない場合でも場に出すこと自体は可能（例えば、「5 比較の指輪」を相手の隠しカードが残り1枚の時点で出す、など）。
以下はLEVEL1のルール。
- 0「守護の盾」 - 相手は次のターンに攻撃できない（「2 連撃の銃砲」を使っても一回も攻撃できない）。
- 1「破壊の剣」 - 相手の手札からウラ面のままカードを1枚選び表を上にして相手の場に置く（破壊したカードの効果は発動されない）。
- 2「連撃の銃砲」 - このカードを出したターンは2回攻撃できる（左右1回ずつでも片方に2回攻撃でもよい）。
- 3「循環の首飾り」 - 場にあるカードを1枚自分の手札に戻す（このカード自体を戻すこともできる）。
- 4「真実の杖」 - 相手の隠しカードを1枚選び、4以下か5以上かを知ることができる。
- 5「比較の指輪」 - 左右のカードのどちらのほうが大きいか知ることができる。
- 6「予知の冠」 - 相手の手札から裏のままカードを2枚選び表面を見ることができる（相手の手札が2枚以下の場合は全部公開する）。
- 7「交換の外套」 - 自分の隠しカードを自分の手札1枚と交換できる。
- 8「回避の鎧」 - 次のターンに相手が出したカードの効果が発動しない。
- 9「復活の玉座」 - 相手の場に出ていない数字が手札にあり、自分の隠しカードが残り1枚の場合、場に出ていない数字から1枚を隠しカードにすることができる。

### コンピュータゲーム版
2022年10月21日、フリューよりNintendo Switch用ダウンロード版専売で発売された。Nintendo Switch Online加入者はオンライン対戦が可能。2023年8月24日にはPlayStation 5、PlayStation 4、Steamでもダウンロード版が発売された。
ゲームのコンセプトデザインも森多ヒロが担当。このソフトは「アナログゲームでの面白さはそのままに、デジタルならではのバトル演出が盛りだくさん」の内容のゲームである。

## その他
- 『月刊コロコロコミック』（小学館）2022年5月号で、カードのイラストを村瀬範行の描き下ろしによるケシカスくんにした「ロジカス真王」が付録として作られた[16]。